# Lee Ki-joo
Lee Ki-joo (kor. 이기주, ur. 12 listopada 1926  – zm. 9 grudnia 1996) – południowokoreański piłkarz i trener, występujący podczas kariery na pozycji napastnika.

## Kariera klubowa
Lee podczas kariery piłkarskiej występował w klubach Korea University i Pusan National University.

## Kariera reprezentacyjna
W reprezentacji Korei Południowej Lee występował w latach 50. 
W 1954 został powołany do kadry na mistrzostwa świata. Na mundialu w Szwajcarii wystąpił w przegranym 0-7 meczu z Turcją.

## Kariera trenerska
Po zakończeniu kariery piłkarskiej Lee został trenerem. Trenował klub Keumseong Textile Company.